# نام عصر ژاپنی
نام عصر ژاپنی، نِنگُو (به ژاپنی: 年号 nengō) یا گِنگُو (به ژاپنی: 元号 gengō) بخش نخست از دو جزء است که نام سال را تشکیل می‌دهد بخش دوم نیز ترتیب سال در این عصر یا دوره را نشان می‌دهد. به عنوان مثال، سال ۱۹۸۹ میلادی، سال اول دوره هیسه‌ای، بود که به ژاپنی می‌شود «هیسه‌ای ۱» و سال ۲۰۱۷ میلادی در این روش «هیسه‌ای ۲۹» نامیده می‌شود.
ننگو یا گنگو (به معنای نام عصر یا دوره) یکی از روش‌های یادبود در کشورهای مشرق زمین است. تا زمان امپراتور میجی در سال ۱۸۶۸ میلادی، روش نامگذاری عصر به ژاپنی به اینصورت بود که نام عصر با به قدرت رسیدن یک پادشاه یا یک پدیده یا واقعهٔ مهم تغییر پیدا می‌کرد. از سال ۱۸۶۸ روش یک پادشاه، یک دوره معمول شد که این نوع سیستم نامگذاری در حال حاضر نیز در ژاپن رواج دارد. منشأ ننگو یا گنگو کشور چین است. چنین روش نامگذاری دوره در کشورهایی که تحت تأثیر فرهنگ چین قرار داشته‌اند، مانند کره و ژاپن و کشورهای اطراف چین رواج دارد.